# 중고 일본어
중고 일본어(일본어: 中古日本語 주코 니혼고[*])는 상대 일본어와 중세 일본어 사이에 위치하는 일본어 발전의 한 단계이다. 헤이안 시대 중기에 쓰였으며, 일본어의 문어체의 기초가 된다.
헤이안 시대 초기(10세기)에 일본어를 기록한 것은 한문·변체한문과 훈점자료(한문훈독을 기호·문자로 기록한 자료)·옛 사전을 제외하고 잔존하는 자료가 적어, 실태가 불분명하다. 한편 헤이안 시대 말기(11세기 말~12세기)에는 중기와는 다른 현상이 나타나기 시작하여 '인세이 시기(院政期)'라고 불린다. 인세이 시기는 이후의 가마쿠라 시대와 닮은 특징을 가지며, '인세이·가마쿠라 시대'라고 포괄적으로 인식되기도 한다.
따라서 '중고 일본어'에서 '중고'는 헤이안 시대 중기를 중심으로 초기도 포함하나 인세이 시기를 제외하고 생각하는 것이 일반적이다. 그리고 인세이기는 '중고'와 대비되어 '중세전기'라고 불린다.

## 배경
고대 일본어에서는 고대 한국어의 이두처럼 한자를 차용해서 일본어를 옮기고 있었으나, 헤이안 시대에는 견당사가 폐지되어 독자적인 고쿠후 문화가 발전하면서 표기 면에서도 만요가나에서부터 히라가나와 가타카나가 파생하여 나타났다. 이러한 발전에 따라 일본어의 표기가 간략화되고 문학의 새시대가 열려, 다케토리 이야기·이세 이야기, 겐지모노가타리 같은 고전이 등장하였다. 거기에 한자·가나혼용문에 의한 새로운 문체도 생겨나게 되었다.

## 음운

### 음소
| あ/a/  | い/i/  | う/u/  | え/e/  | お/o/  |
| か/ka/ | き/ki/ | く/ku/ | け/ke/ | こ/ko/ |
| が/ga/ | ぎ/gi/ | ぐ/gu/ | げ/ge/ | ご/go/ |
| さ/sa/ | し/si/ | す/su/ | せ/se/ | そ/so/ |
| ざ/za/ | じ/zi/ | ず/zu/ | ぜ/ze/ | ぞ/zo/ |
| た/ta/ | ち/ti/ | つ/tu/ | て/te/ | と/to/ |
| だ/da/ | ぢ/di/ | づ/du/ | で/de/ | ど/do/ |
| な/na/ | に/ni/ | ぬ/nu/ | ね/ne/ | の/no/ |
| は/fa/ | ふ/fi/ | ふ/fu/ | へ/fe/ | ほ/fo/ |
| ば/ba/ | び/bi/ | ぶ/bu/ | べ/be/ | ぼ/bo/ |
| ま/ma/ | み/mi/ | む/mu/ | め/me/ | も/mo/ |
| や/ya/ |        | ゆ/yu/ |        | や/yo/ |
| ら/ra/ | り/ri/ | る/ru/ | れ/re/ | ろ/ro/ |
| わ/wa/ | ゐ/wi/ |        | ゑ/we/ | を/wo/ |

- ア행의 オ와 ワ행의 ヲ의 구별은, 11세이 초에는 어두에서의 혼란을 시작으로 11세기 후반에는 구별이 없어졌다. 《실담요집기(悉曇要集記)》(1075년)에는 オ만이 존재하며 ヲ가 쓰이지 않았다는 점에서 알 수 있다. 그러나 イ와 ヰ, エ와 ヱ의 구별은 어느 동안 유지되었다.
- ア행의 エ와 ヤ행의 エ의 구별은 10세기 반까지는 구별되었다. 기노 쓰라유키(紀貫之)의 《도사일기(土佐日記)》(935년 경)를 충실히 베낀 사본에는 구별이 있다고 한다. 미나모토노 시타고(911~983)가 지른 노래를 모은 《미나모토노 시타고집(源順集)》에는 아메쓰치노코토바에 의거한 노래가 있는데, 아메쓰치노코토바에는 え라는 글자가 두 번 나오므로 구별이 있던 시대의 것이라고 보인다. 미나모토노 다메노리(源為憲)가 지은 《읊조림(口遊)》(970年)에 실려 있는 다이니노우타(たゐにの歌)에는 구별이 없으며, 이로하 노래에도 마찬가지로 구별이 없다.
- 상대 특수 가나 사용법의 구별은 거의 없어졌으며, 9세기에 간신히 コ의 갑을 구분이 보이는 정도다.

### 음성
- ハ행의 자음은 무성 양순 마찰음(ɸ)이었을 것이라고 추정된다. 다만 어두 이외의 위치에서는 11세기 경까지 /w/로 변화·합류했다. 이를 ハ행전호라고 부른다.
- サ행과 ザ행의 자음은 각각 [ɕ]와 [ʑ], 아니면 [tɕ]와 [dʑ], [ts]와 [dz]와 같은 파찰음이었을 가능성이 있다.
- オ와 ヲ가 합류한 이후, /wo/로 발음했을 것이라고 여겨진다.

## 문법

### 동사
중고 일본어는 고대 일본어에서의 8개의 모든 활용을 이어받았으며, 새로운 하1단활용이 더해졌다.
| 동사의 활용 분류 | 미연형   | 연용형   | 종지형      | 연체형       | 이연형       | 명령형         |
| ---------------- | -------- | -------- | ----------- | ------------ | ------------ | -------------- |
| 4단활용          | –か (-a) | –き (-i) | –く (-u)    | -く (-u)     | –け (-e)     | –け (-e)       |
| 상1단활용        | –き (-)  | –き (-)  | –きる (-ru) | –きる (-ru)  | –きれ (-re)  | –きよ (-[yo])  |
| 상2단활용        | –き (-i) | –き (-i) | –く (-u)    | –くる (-uru) | –くれ (-ure) | –きよ (-i[yo]) |
| 하1단활용        | –け (-)  | –け (-)  | –ける (-ru) | –ける (-ru)  | –けれ (-re)  | –けよ (-[yo])  |
| 하2단활용        | –け (-e) | –け (-e) | –く (-u)    | –くる (-uru) | –くれ (-ure) | –けよ (-e[yo]) |
| カ행변격활용     | –こ (-o) | –き (-i) | –く (-u)    | –くる (-uru) | –くれ (-ure) | –こ (-o)       |
| サ행변격활용     | –せ (-e) | –し (-i) | –す (-u)    | –する (-uru) | –すれ (-ure) | –せよ (-e[yo]) |
| ナ행변격활용     | –な (-a) | –に (-i) | –ぬ (-u)    | –ぬる (-uru) | –ぬれ (-ure) | –ね (-e)       |
| ラ행변격활용     | –ら (-a) | –り (-i) | –り (-i)    | –る (-u)     | –れ (-e)     | –れ (-e)       |

### 형용사
| 형용사의 활용 분류 | 미연형            | 연용형            | 종지형    | 연체형            | 이연형            | 명령형            |
| ------------------ | ----------------- | ----------------- | --------- | ----------------- | ----------------- | ----------------- |
| ク활용<            |                   | –く (-ku)         | –し (-si) | –き (-ki)         | –けれ (-kere)     |                   |
| ク활용<            | –から (-kara)     | –かり (-kari)     |           | –かる (-karu)     |                   | –かれ (-kare)     |
| シク활용           |                   | –しく (-siku)     | –し (-si) | –しき (-siki)     | –しけれ (-sikere) |                   |
| シク활용           | –しから (-sikara) | –しかり (-sikari) |           | –しかる (-sikaru) |                   | –しかれ (-sikare) |

## 문자·서기형식
중고 일본어의 문자 체계는 한자와, 표음문자인 히라가나와 가타카나, 이렇게 세 가지이다. 한자를 표음적으로 사용한 것은 만요가나라고 부른다. 히라가나는 만요가나의 초서체에서, 가타카나는 한자의 일부분을 생략한 형태에서 취한 것이다.
서기형식으로는 먼저 한문을 일본식으로 변형시킨 변체한문이 있으며, 옛 기록에 자주 쓰이기 때문에 '기록체(記録体)'라고도 불린다. 변체한문에는 다소 만요가나를 섞기도 한다. 다음으로 히라가나와 한자를 병용하는 '히라가나·한자 혼용문'이 있으며, 와카나 이야기 형식의 문헌의 대부분은 이 형식으로 쓰여다. 가타카나는 한문훈독의 기호로 쓰이거나, 사적인 문서나 낙서에서 '가타카나문'으로 사용되는 경우도 있었다. '한자·가타카나 혼용문'으로 사용되는 경우는, 이른 것은 9세기의 《도다이지 풍송문(東大寺諷誦文稿)》 같은 것도 있으나 문학작품에서 왕성하게 쓰이게 된 것은 12세기 인세이 시기 이후이다.

## 어휘·문체
일본어의 어휘에는 야마토고토바(和語, 고유어에 해당함)와 한자어의 차이가 있는데, 고유어 중에서도 문장에 따라서 그 편향이 돋보인다. '가나문특유어(和文特有語)', '한문훈독특유어(漢文訓読特有語)', 그리고 기록체(변체한문) 특유의 어휘도 지적되는데, 예를 들어 '빨리'라는 단어를 표현할 때 가나문에서는 'とく(疾く)'라고 하는 것을 한문훈독에서는 'スミヤカニ'라고 말하며, 기록체에서는 '早(ハヤク)'라고 말한다. 이렇게 가나문체, 한문훈독문체, 기록체라는 세 가지 문체에 따라 사용하는 어휘가 조금씩 다르며, 용도에 따라 문장을 달리 썼다.

## 참고 자료
- 山口明穂; 坂梨隆三、鈴木英夫、月本雅幸 (1997). 《日本語の歴史》 (일본어). 東京大学出版会. 242쪽쪽. ISBN 4-13-082004-4.
- 近藤泰弘; 月本雅幸、杉浦克己 (2005). 《日本語の歴史》 (일본어). 放送大学教育振興会. 219쪽쪽. ISBN 4-595-30547-8.
- 大野晋 (2000). 《日本語の形成》 (일본어). 岩波書店. 767쪽쪽. ISBN 4-00-001758-6.
- Martin, Samuel E. (1987). 《The Japanese Language Through Time》 (영어). Yale University. ISBN 0-300-03729-5.
- Shibatani, Masayoshi (1990). 《The Languages of Japan》 (영어). Cambridge University Press. 427쪽쪽. ISBN 0-521-36918-5.
- Frellesvig, Bjarke (1995). 《A Case Study in Diachronic Phonology: The Japanese Onbin Sound Changes》 (영어). Aarhus University Press. 160쪽쪽. ISBN 87-7288-489-4.